# Campionati europei di atletica leggera 2016 - 110 metri ostacoli
I 110 metri ostacoli ai campionati europei di atletica leggera 2016 si sono svolti tra l'8 ed il 9 luglio 2016.

## Record
Prima di questa competizione, il record del mondo (RM), il record europeo (EU) ed il record dei campionati (RC) sono i seguenti:
| Record                | Prestazione | Atleta                    | Data                               | Competizione                                |
| --------------------- | ----------- | ------------------------- | ---------------------------------- | ------------------------------------------- |
| Record mondiale       | 12"80       | Aries Merritt Stati Uniti | 7 settembre 2012 Bruxelles, Belgio |                                             |
| Record europeo        | 12"91       | Colin Jackson Regno Unito | 20 agosto 1993 Stoccarda, Germania | Campionati del mondo 1993                   |
| Record dei campionati | 13"02       | Colin Jackson Regno Unito | 22 agosto 1998 Budapest, Ungheria  | Campionati europei di atletica leggera 1998 |

## Programma
| Data          | Ora   | Turno      |
| ------------- | ----- | ---------- |
| 8 luglio 2016 | 12:55 | 1º turno   |
| 9 luglio 2016 | 19:15 | Semifinali |
| 9 luglio 2016 | 21:30 | Finale     |

## Risultati

### 1º turno
Passano alle semifinali i primi tre atleti di ogni batteria (Q) e i quattro atleti con i migliori tempi tra gli esclusi (q).

#### Batteria 1
| Posizione | Corsia | Nome              | Nazionalità | Tempo           | Note                                     |
| --------- | ------ | ----------------- | ----------- | --------------- | ---------------------------------------- |
| 1         | 3      | Milan Trajkovic   | Cipro       | 13"39           | Q                                        |
| 2         | 6      | Yidiel Contrera   | Spagna      | 13"46           | = Q                                      |
| 3         | 8      | Andreas Martinsen | Danimarca   | 13"65           | Q                                        |
| 4         | 2      | Hassane Fofana    | Italia      | 13"71           | q                                        |
| 5         | 7      | Elmo Lakka        | Finlandia   | 13"72           | q                                        |
| 6         | 5      | Serhiy Kopanayko  | Ucraina     | 13"74           | q                                        |
| 7         | 4      | Ben Reynolds      | Irlanda     | 13"87           | Miglior prestazione personale stagionale |
|           |        |                   |             | Vento: +0,3 m/s |                                          |

#### Batteria 2
| Posizione | Corsia | Nome               | Nazionalità | Tempo           | Note |
| --------- | ------ | ------------------ | ----------- | --------------- | ---- |
| 1         | 8      | Emanuele Abate     | Italia      | 13"63           | Q    |
| 2         | 4      | Matthias Bühler    | Germania    | 13"75           | Q    |
| 3         | 5      | Javier Colomo      | Spagna      | 13"76           | Q    |
| 4         | 7      | Vladimir Vukicevic | Norvegia    | 13"76           | q    |
| 5         | 3      | Dominik Bochenek   | Polonia     | 13"87           |      |
| 6         | 2      | Tobias Furer       | Svizzera    | 14"08           |      |
| 7         | 6      | Artem Shamatryn    | Ucraina     | 14"47           |      |
|           |        |                    |             | Vento: -0,5 m/s |      |

#### Batteria 3
| Posizione | Corsia | Nome           | Nazionalità | Tempo          | Note |
| --------- | ------ | -------------- | ----------- | -------------- | ---- |
| 1         | 5      | David King     | Regno Unito | 13"55          | Q    |
| 2         | 3      | Lorenzo Perini | Italia      | 13"68          | Q    |
| 3         | 6      | Valdó Szucs    | Ungheria    | 13"76          | Q    |
| 4         | 4      | Gregory Sedoc  | Paesi Bassi | 13"92          |      |
| 5         | 7      | Brahian Peña   | Svizzera    | 13"98          |      |
| 6         | 2      | Gerard Porras  | Spagna      | 14"11          |      |
|           |        |                |             | Vento: 0,0 m/s |      |

### Semifinali
Passano in finale i primi 2 in ogni batteria (Q) e i 2 migliori tempi (q).

#### Semifinale 1
| Posizione | Corsia | Nome            | Nazionalità | Tempo           | Note |
| --------- | ------ | --------------- | ----------- | --------------- | ---- |
| 1         | 7      | Andy Pozzi      | Regno Unito | 13"31           | = Q  |
| 2         | 4      | Aurel Manga     | Francia     | 13"36           | Q    |
| 3         | 5      | Milan Trajkovic | Cipro       | 13"40           | q    |
| 4         | 6      | Milan Ristic    | Serbia      | 13"45           |      |
| 5         | 9      | Matthias Bühler | Germania    | 13"65           |      |
| 6         | 3      | Valdó Szucs     | Ungheria    | 13"76           |      |
| 7         | 2      | Lorenzo Perini  | Italia      | 13"79           |      |
| 8         | 8      | Javier Colomo   | Spagna      | 13"88           |      |
|           |        |                 |             | Vento: -0,6 m/s |      |

#### Semifinale 2
| Posizione | Corsia | Nome               | Nazionalità | Tempo           | Note                                     |
| --------- | ------ | ------------------ | ----------- | --------------- | ---------------------------------------- |
| 1         | 7      | Wilhem Belocian    | Francia     | 13"28           | = Q                                      |
| 2         | 6      | Balázs Baji        | Ungheria    | 13"29           | = Q                                      |
| 3         | 5      | Damian Czykier     | Polonia     | 13"32           | q                                        |
| 4         | 3      | Emanuele Abate     | Italia      | 13"54           | Miglior prestazione personale stagionale |
| 5         | 9      | Vladimir Vukicevic | Norvegia    | 13"54           | Record nazionale                         |
| 6         | 8      | David King         | Regno Unito | 13"54           | =                                        |
| 7         | 4      | Alexander John     | Germania    | 13"60           |                                          |
| 8         | 2      | Elmo Lakka         | Finlandia   | 13"87           |                                          |
|           |        |                    |             | Vento: -1,8 m/s |                                          |

#### Semifinale 3
| Posizione | Corsia | Nome                   | Nazionalità | Tempo           | Note                          |
| --------- | ------ | ---------------------- | ----------- | --------------- | ----------------------------- |
| 1         | 6      | Dimitri Bascou         | Francia     | 13"20           | Q                             |
| 2         | 8      | Yidiel Contreras       | Spagna      | 13"47           | Q                             |
| 3         | 5      | Lawrence Clarke        | Regno Unito | 13"47           |                               |
| 4         | 4      | Konstadínos Douvalídis | Grecia      | 13"50           |                               |
| 5         | 9      | Hassane Fofana         | Italia      | 13"52           | Miglior prestazione personale |
| 6         | 7      | Gregor Traber          | Germania    | 13"66           |                               |
| 7         | 2      | Andreas Martinsen      | Danimarca   | 13"89           |                               |
| 8         | 3      | Serhiy Kopanayko       | Ucraina     | 13"97           |                               |
|           |        |                        |             | Vento: -0,5 m/s |                               |

### Finale
| Pos.    | Corsia | Nome             | Nazionalità | Tempo          | Note             |
| ------- | ------ | ---------------- | ----------- | -------------- | ---------------- |
| Oro     | 7      | Dimitri Bascou   | Francia     | 13"25          |                  |
| Argento | 5      | Balázs Baji      | Ungheria    | 13"28          | Record nazionale |
| Bronzo  | 4      | Wilhem Belocian  | Francia     | 13"33          |                  |
| 4       | 2      | Damian Czykier   | Polonia     | 13"40          |                  |
| 5       | 3      | Milan Trajkovic  | Cipro       | 13"44          |                  |
| 6       | 8      | Aurel Manga      | Francia     | 13"47          |                  |
| 7       | 9      | Yidiel Contreras | Spagna      | 13"54          |                  |
| -       | 6      | Andy Pozzi       | Regno Unito | dns            |                  |
|         |        |                  |             | Vento: 0,0 m/s |                  |